# Mammillaria magnimamma

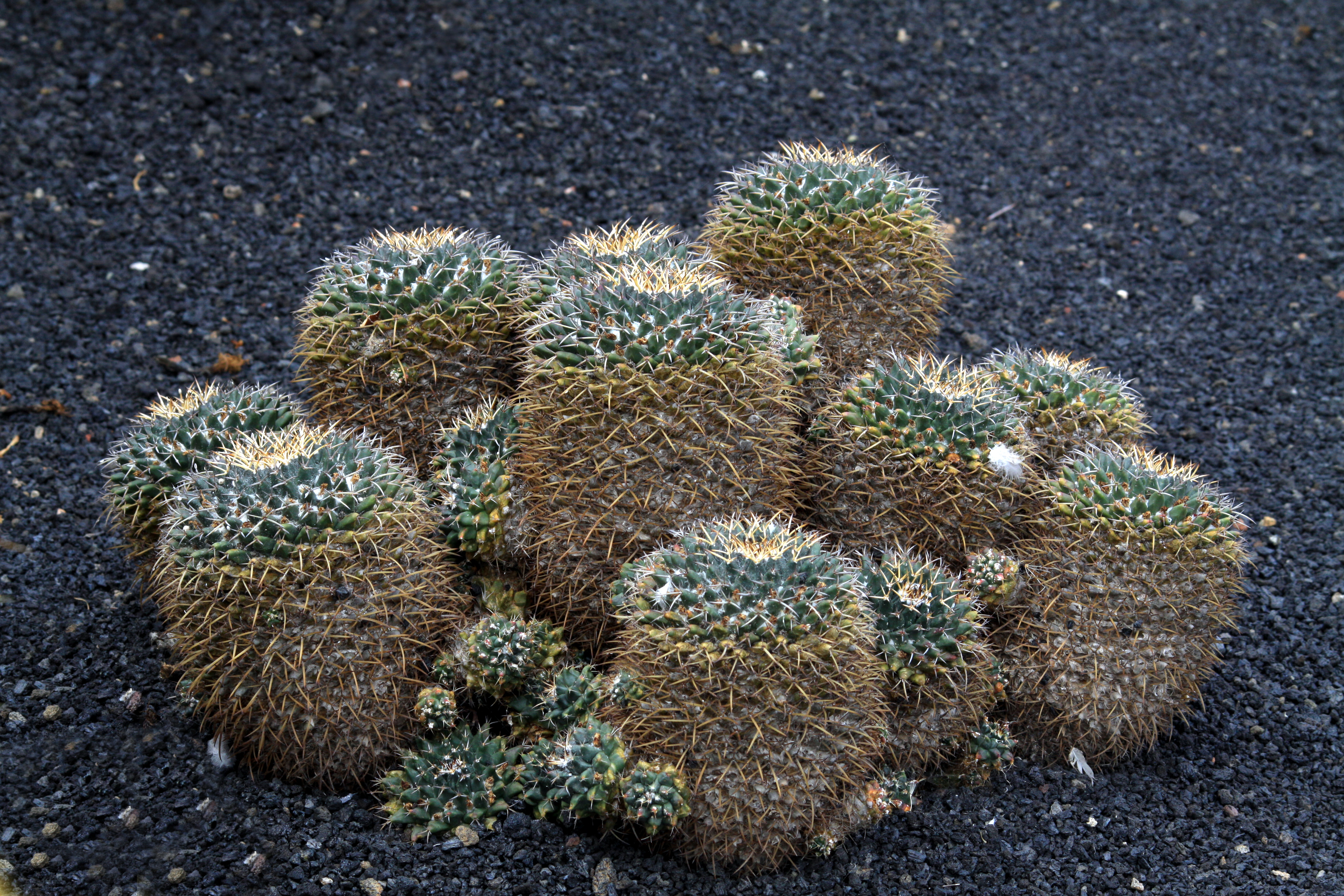
Mammillaria magnimamma

Mammillaria magnimamma ist eine Pflanzenart aus der Gattung der Mammillaria in der Familie der Kakteengewächse (Cactaceae). Das Artepitheton magnimamma bedeutet ‚mit großen Warzen‘.

## Beschreibung
Mammillaria magnimamma, wächst kugelig, etwas gedrückt später oft verkehrt-eiförmig. Die grau bis blaugrünen Körper teilen sich häufig und bilden größere Gruppen. Die Warzen sind groß, breit, sehr gedrückt, eirund stumpf und dunkelgrün und führen Milchsaft. Die Axillen sind wollig; besonders wenn sie jung sind mit weißer Wolle versehen. Die 2 bis 5 Randdornen sind äußerst variabel, von ungleicher Länge und weißlich bis gelb mit dunklen Spitzen. Sie werden 1,5 bis 4,5 Zentimeter lang, die Tieferen stehen oft abwärts. Mitteldornen sind gewöhnlich nicht vorhanden.
Die relativ kleinen nur 2 bis 2,5 Zentimeter großen Blüten sind sahnefarbig bis rosa oder purpurrosa. Die Früchte sind deutlich dunkelrot. Die Samen sind braun.

## Verbreitung, Systematik und Gefährdung
Mammillaria magnimamma ist mit großen Populationen in den mexikanischen Bundesstaaten Hidalgo, Guerrero, Mexiko, Aguascalientes, Zacatecas, Querétaro, Guanajuato, Tamaulipas, Nuevo León und San Luis Potosí verbreitet und kommt in Höhenlagen zwischen 100 und 2700 Metern vor.
Die Erstbeschreibung erfolgte 1824 durch Adrian Hardy Haworth. Nomenklatorische Synonyme sind Cactus magnimamma Salm-Dyck ex Steud. (1840), Mammillaria centricirrha var. magnimamma (Haw.) K.Schum. (1898, nom. illeg.), Mammillaria centricirrha f. magnimamma (Haw.) Schelle (1907, nom. illeg.) ≡ Neomammillaria magnimamma (Haw.) Britton & Rose (1923).
In der Roten Liste gefährdeter Arten der IUCN wird die Art als „Least Concern (LC)“, d. h. als nicht gefährdet geführt.

## Nachweise